# 수안 계씨
수안 계씨(遂安 桂氏)는 조선민주주의인민공화국의 황해북도 수안군을 관향으로 하는 한국의 성씨이다.

## 역사
수안 계씨(遂安 桂氏)의 시조 계석손(桂碩遜)은 명나라에서 예부시랑(禮部侍郞)을 지내다가, 명나라 태조 홍무제(洪武帝)의 명으로 인하여, 1394년(명 홍무제 26)에 조선에 예학(禮學) 전수를 위해 파견되었고, 결국 1407년(조선 태종 7)에 조선에 귀화하여 수안백(遂安伯)에 봉해졌다고 한다. 수안계씨족보(遂安桂氏族譜)에 따르면, 계석손은 명나라 성양태수(城陽太守)를 지낸 계경횡(桂炅橫)의 셋째 아들이다.  
계석손의 아들 계원우(桂元祐), 계원조(桂元祚), 계원시(桂元禔), 계원겹(桂元袷) 4형제 중 맏아들 계원우(桂元祐)가 합문지후(閤門祗候)를 지냈고, 그의 아들 계문식(桂文植)은 우대언(右代言)을 역임하며 왕명(王命)으로 궁중의 출납을 맡았다.

## 인물
- 계빈(桂斌) : 도호부사(都護府使)
- 계반(桂斑) : 조방장(助防將)
- 계봉우(桂奉瑀): 일제강점기 당시 독립운동가
- 계지문(桂之文) : 1627년 정묘호란이 일어나자 아들 계천상(桂天祥)·계익상(桂益祥)과 의병을 일으켜 분전하다가 전사하였다. 1682년(숙종 8) 조정에서 그 공훈을 기려 정려를 세웠다.
- 계유명(桂惟明) : 1636년(인조 14) 병자호란이 일어나자 의병으로 선천성(宣川城)을 지켰으며, 숙종 때 연경(燕京)에 사신으로 간 김수항(金壽恒)이 계유명의 시를 조정에 보고하여 효행과 충절이 알려져 정려가 세워지고 선교랑(宣敎郎) 사포서별제(司圃署別提)에 제수되었다.
- 계태형(桂泰衡) : 학자로서 노천(魯川)에 서원(書院)을 세우고 후세 교육에 진력하여 선천군 대산(宣川郡臺山)의 목동서원(睦洞書院)에 주자(朱子), 율곡(栗谷)과 함께 동향(同享)되고 있다.
- 계덕신(桂德新) : 1768년(영조 44) 문과에 급제하여 예조좌랑(禮曹左郞)을 역임하였다.
- 계덕해(桂德海, 1708년 ~ 1775년) : 영조 때 학행으로 천거를 받아 예빈시참봉이 되고, 1774년 평안도 별시(別試)에 장원 급제하여 성균관전적, 예조좌랑, 찰방 등을 역임하였다. 저서로 《봉곡계찰방유집》이 있다.[2]
- 계화(桂和) : 만주에서 중광단(重光團), 대한정의단, 대한군정서(大韓軍政署)을 조직하고 재무부장으로 군자금모금활동에 주력하였으며, 청산리 전투에 참전하였다. 1963년 건국훈장 독립장이 추서되었다.
- 계응상(桂應祥, 1893년 ~ 1967년) : 북한의 농학자로 1957년 최고인민회의 2기대의원, 1961부터 1964년까지 농업성 농업과학위원회 위원장을 지냈다.
- 계용묵(桂鎔默, 1904년 ∼ 1961년) : 소설가
- 계철순(桂哲淳, 1912년 ~ 2003년) : 제4대 경북대학교 총장
- 계창업(桂昌業, 1916년 ~ 1999년) : 대법원 판사
- 계만기(桂萬基) : 대전지방검찰청 홍성지청장
- 계희열(桂禧悅, 1936년 ~ ) : 고려대학교 법학과 교수
- 계경문(桂京汶, 1956년 ~ ) : 한국외국어대학교 법학전문대학원 교수
- 계명찬(桂命贊, 1963년 ~ ) : 한양대학교 생명과학전공 교수
- 계승범(桂昇範, 1964년 ~ ) : 성균관대학교 의과대학 교수

## 과거 급제자
수안 계씨는 조선시대 문과 급제자 3명, 무과 급제자 10명, 사마시 10명 등 과거 급제자 23명을 배출하였다.
문과
계덕신(桂德新) 계덕해(桂德海) 계용혁(桂龍赫)
무과
계덕봉(桂德奉) 계덕흥(桂德興) 계봉렬(桂鳳烈) 계원령(桂元翎) 계유령(桂惟齡) 계의인(桂義仁) 계인기(桂仁基) 계일행(桂一行) 계춘우(桂春佑) 계학려(桂鶴唳) 
생원시
계명기(桂命夔)
진사시
계덕순(桂德淳) 계덕해(桂德海) 계성실(桂成實) 계연모(桂淵模) 계욱(桂勗)
계천기(桂天機) 계태근(桂泰根) 계혁주(桂爀周) 계형붕(桂馨朋)